# Kruszownica wielolistkowa

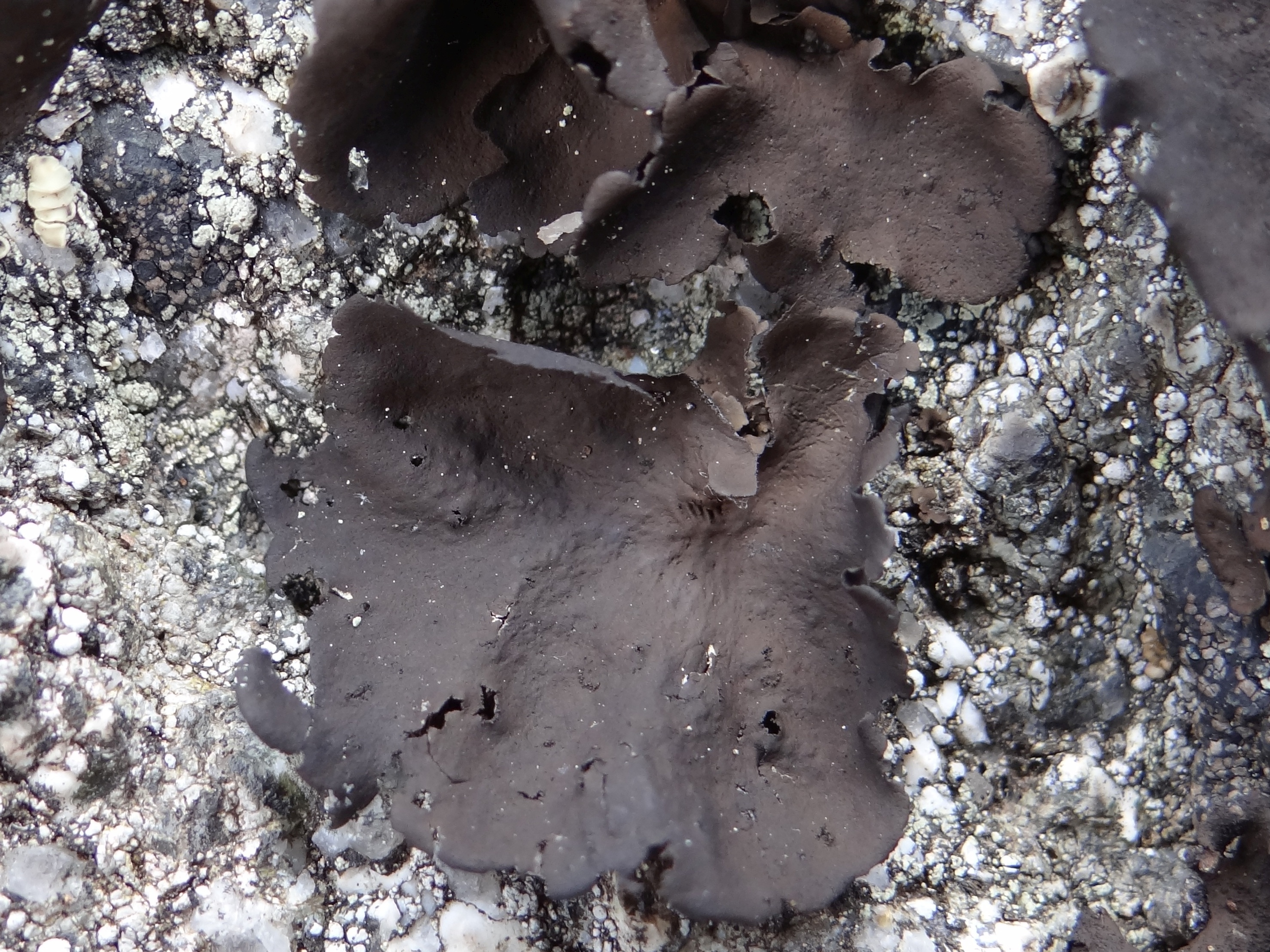

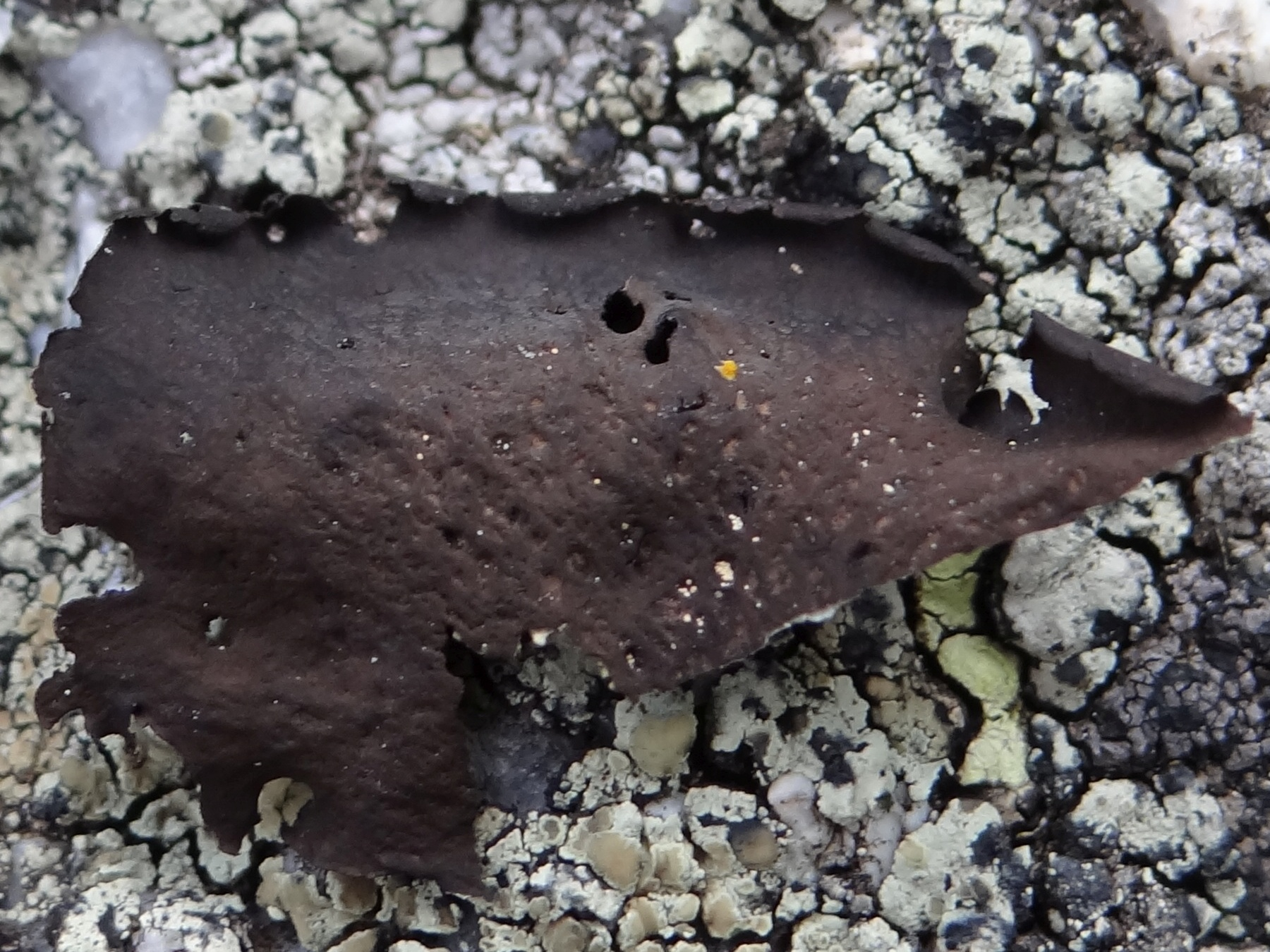
Dolna strona plechy

Kruszownica wielolistkowa (Umbilicaria polyphylla (L.) Baumg.  – gatunek grzybów z rodziny kruszownicowatych (Umbilicariaceae). Ze względu na współżycie z glonami zaliczany jest do porostów.

## Systematyka i nazewnictwo
Pozycja w klasyfikacji według Index Fungorum: Umbilicaria, Umbilicariaceae, Umbilicariales, Incertae sedis, Lecanoromycetes, Pezizomycotina, Ascomycota, Fungi.
Po raz pierwszy gatunek ten zdiagnozowany został w 1753 r. przez K. Linneusza jako Lichen polyphyllus. Do rodzaju Umbilicaria przeniósł go w 1790 r. Baumgarten i nazwa nadana przez tegoż autora jest według Index Fungorum prawidłowa. Synonimów nazwy naukowej jest około 30.
Nazwa polska według Krytycznej listy porostów i grzybów naporostowych Polski. 

## Charakterystyka
Plecha listkowata z glonami protokokkoidalnymi, zazwyczaj złożona z wielu listków, czasami tylko jednolistkowa. Do podłoża przyrośnięta jest uczepem. Osiąga średnicę 2–5(7) cm. Listki plechy są cienkie, skórzaste, o płatowato zaokrąglonych brzegach, karbowane i porozrywane. Górna powierzchnia jest gładka, równa, lub trochę pofałdowana oraz nieco lśniąca. Pokryta jest wielowarstwową korą. Ma barwę od brunatnej do niemal czarnej. Brak izydiów. Dolna powierzchnia jest smolistoczarna, bardzo drobno chropowata i nie posiada  chwytników. Reakcje barwne: rdzeń K –, C + czerwony,  KC + czerwony.
Bardzo rzadko występują apotecja lecideowe. Mają średnicę 0,4–1,2 mm, kształt od trójkątnego do okrągławego. Ich czarne tarczki pocięte są licznymi rowkami. W jednym worku powstaje po 8 bezbarwnych, elipsoidalnych lub szerokoelipsoidalnych, prostych askospor o rozmiarach 10–15 × 6–8 μm.
Metabolity wtórne: kwas gyroforowy, Kwas lekanorowy, kwas umbilikarowy.

## Występowanie i siedlisko
Gatunek rozprzestrzeniony na całym świecie. Występuje na wszystkich kontynentach, z wyjątkiem Antarktydy, ale jest na należących do Antarktyki wyspach Szetlandy Południowe i Orkady Południowe. Występuje w całej Europie, łącznie z Grenlandią i najdalej na północ wysuniętym archipelagiem Svalbard w Arktyce. W Polsce jest częsta w górach, na niżu bardzo rzadka, można ją tutaj spotkać tylko na głazach narzutowych. Znajduje się na Czerwonej liście roślin i grzybów Polski. Ma status LC – gatunek słabo zagrożony. W Polsce był gatunkiem ściśle chronionym, od 9 października 2014 r. został wykreślony z listy gatunków porostów chronionych.
Rośnie na świetlistych miejscach na skałach krzemianowych.

## Gatunki podobne
Charakterystycznymi cechami odróżniającymi ten gatunek kruszownicy są: plecha zazwyczaj wielopłatowa, gładka górna powierzchnia, gładka i niemal czarna dolna powierzchnia, brak chwytników i przeważnie brak apotecjów. Podobna jest bardzo pospolita kruszownica strojna (Umbilicaria deusta), ale łatwo ja odróżnić, gdyż jej górna powierzchnia jest szorstka od izydiów.